# Papa Stronsay
Papa Stronsay (in antico nordico: Papey Minni; 0,74 km²) è un'isola sul Mare del Nord della Scozia nord-orientale, facente parte dell'arcipelago delle Isole Orcadi.
L'isola era storicamente abitata da una comunità di monaci (da cui il termine "Papa" nel toponimo).
Attualmente vi risiedono i Figli del Santissimo Redentore.

## Geografia
Papa Stronsay si trova a nord-est dell'isola di Stronsay.
L'isola è posta ad un'altezza massima 13 metri s.l.m.

## Clima
L'isola è caratterizzata da un clima temperato.

## Edifici e luoghi d'interesse

### Cappella di San Nicola
Tra i luoghi d'interesse, figurano le rovine della cappella di San Nicola, risalente all'XI secolo ed ampliata nel XII secolo. Fu abbandonata nel XVI secolo. ed adibita a fattoria nel 1790..

## Economia
L'isola divenne un importante centro per la pesca delle aringhe nel XIX e nel XX secolo.

## Trasporti e comunicazioni
Papa Stronsay è raggiungibile in 6 minuti di traversata via mare dalla vicina isola di Stronsay.
L'isola non è raggiungibile dalle forniture di acqua, gas ed elettricità.